# Pekinsaari (ö i Södra Savolax, Pieksämäki, lat 62,25, long 27,95)
Pekinsaari är en ö i Finland. Den ligger i sjön Haukivesi och i kommunen Jorois i den ekonomiska regionen  Pieksämäki ekonomiska region  och landskapet Södra Savolax, i den sydöstra delen av landet, 280 km nordost om huvudstaden Helsingfors. Öns största längd är 3,8 kilometer i sydöst-nordvästlig riktning.